# أز ناجين
لوران أُز جيكو ناجين, (ولد في تركيا في 20 حزيران / يونيه 1975) هو ممثل كوميديا الموقف كردي، كاتب السيناريو، مضيف برامج تلفزيونية, ممثل يعيش في السويد.

## أفلامه
- مزاج سيئ (2013) - من جولته في أول عرض منفرد تم تصويره فندق رايفل في ستوكهولم[2]
- أُز ناجين: رئيس الوزراء (2014) - حفل لفيلم سينمائي[3]

## وصلات خارجية
- أز ناجين على موقع IMDb (الإنجليزية)
- أز ناجين على موقع قاعدة بيانات الفيلم (الإنجليزية)
- أُز ناجين مقابلة مع بعثة جرانسكنينج:
  - تسجيل خاص على يوتيوب: https://www.youtube.com/watch?time_continue=0&v=G5qru1cnIwo
  - SVT مقابلة: https://web.archive.org/web/20180427044527/https://www.svtplay.se/video/17810519/uppdrag-granskning/uppdrag-granskning-avsnitt-16-2?start=auto&tab=2018